# 太阳杆菌属
太阳杆菌属（Heliobacillus），也称螺旋菌属，是太阳杆菌科的一属含细菌叶绿素g的光合细菌。细胞呈杆形。生产于水田中。该属的模式种也是惟一种为运动螺旋菌(Heliobacillus mobilis)。

## 下属物种
- 运动螺旋菌 Heliobacillus mobilis Beer-Romero and Gest, 1998